# 1994 UD1
1994 UD1 är en asteroid i huvudbältet som upptäcktes den 31 oktober 1994 av de båda japanska astronomerna Takeshi Urata och Yoshisada Shimizu vid Nachi-Katsuura-observatoriet.
Asteroiden har en diameter på ungefär 9 kilometer.